# Все золото світу
Все золото світу — українська пісня. Автор слів — Олександр Вратарьов, автор музики — Олександр Злотник.
Найбільше відома у виконанні Іво Бобула (увійшла в його альбом «Ріка життя»).

## Текст
Край білого собору залізна огорожа,
 А там жебрак старенький стоїть і в дощ, і сніг,

Він каже перехожим: «Допоможи Вам, Боже,
 Подайте, люди добрі, копієчку на хліб».

Пробігли три школярки, а потім повернулись,
 І ось бере монети — простягнута рука,

А дівчинка молодша не мала ані гроша,
 І просто, наче донька, обняла жебрака.
Приспів:

Все золото світу, все золото світу
  Не варте любові, добра і краси.
 
Все золото світу, все золото світу
 Не варте троянди, не варте сльози.  (2)
І сонечко заграло на куполах собору,
 Старий зібрав монети, що день подарував.

Не замерзають сльози на лютому морозі —
 Жебрак купив троянду і дівчинці віддав.
Приспів:

Все золото світу, все золото світу
  Не варте любові, добра і краси.
 
Все золото світу, все золото світу
 Не варте троянди, не варте сльози!